# Lepidagathis alopecuroides
Lepidagathis alopecuroides är en akantusväxtart som först beskrevs av Vahl, och fick sitt nu gällande namn av Robert Brown och August Heinrich Rudolf Grisebach. Lepidagathis alopecuroides ingår i släktet Lepidagathis och familjen akantusväxter. Inga underarter finns listade i Catalogue of Life.